# Марк Калидий
Марк Кали́дий (лат. Marcus Calidius; умер, предположительно, в 47 году до н. э., Плацентия, Цизальпийская Галлия, Римская республика) — римский политический деятель из неименитого плебейского рода Калидиев, управлявший во время гражданской войны 49—45 годов до н. э. по распоряжению Гая Юлия Цезаря Цизальпийской Галлией.

## Биография
Марк Калидий происходил из неименитого плебейского рода; его отцом, по одной из версий, мог являться претор 79 года до н. э. Квинт Калидий. 
Марк получил хорошее образование, ввиду чего Марк Туллий Цицерон хвалил его чёткий и понятный стиль выступлений. Калидий был ярким представителем аттического красноречия в Риме. Первым известным выступлением было обвинение в 64 году до н. э. Квинта Галлия во взяточничестве (lex Calpurnia de ambitu), ввиду чего, предположительно, тот потерял место в сенате.
В 57 году до н. э. Марк был претором: на этой должности поддерживал Цицерона. В 54 году до н. э. вместе с Цицероном защищал Марка Эмилия Скавра, затем Авла Габиния. В том же году был адвокатом жителей острова Тенедос. В 52 году до н. э. выступал защитником Тита Анния Милона Папиана.
В 51 году до н. э. Калидий выдвинул свою кандидатуру на должность консула, однако проиграл выборы. В 49 году до н. э. с началом гражданской войны между Гаем Юлием Цезарем и Гнеем Помпеем поддержал первого. За это получил должность проконсула Цизальпийской Галлии. В этой должности Марк и скончался, предположительно, в 47 году до н. э.